# Bahnhof Frankfurt (Main) Ostendstraße
Der Bahnhof Frankfurt (Main) Ostendstraße ist ein unterirdischer S-Bahn-Haltepunkt des City-Tunnels Frankfurt im Zentrum von Frankfurt am Main, Stadtteil Ostend. Die Station wurde im Rahmen der Streckenverlängerung zum Südbahnhof 1990 eröffnet. Sie besteht aus zwei Gleisen, die an einem Mittelbahnsteig liegen.
Die Fahrtreppen liegen beim  Nordausgang rund um die Hanauer Landstraße und beim Südausgang an der Ostendstraße. Der Südausgang führt zum Neubau der Europäischen Zentralbank.
Um 2016 wurde die Station saniert, dabei wurden die Notruftelefone zurückgebaut. Am 13. November 2018 wurde ein Jugendlicher, der einem ins Gleis gefallenen Menschen helfen wollte, von einem Zug erfasst und getötet. Zur Erinnerung wurde der Name der Station Ostendstraße um Alptuğ-Sözen-Station ergänzt.

## Anbindung

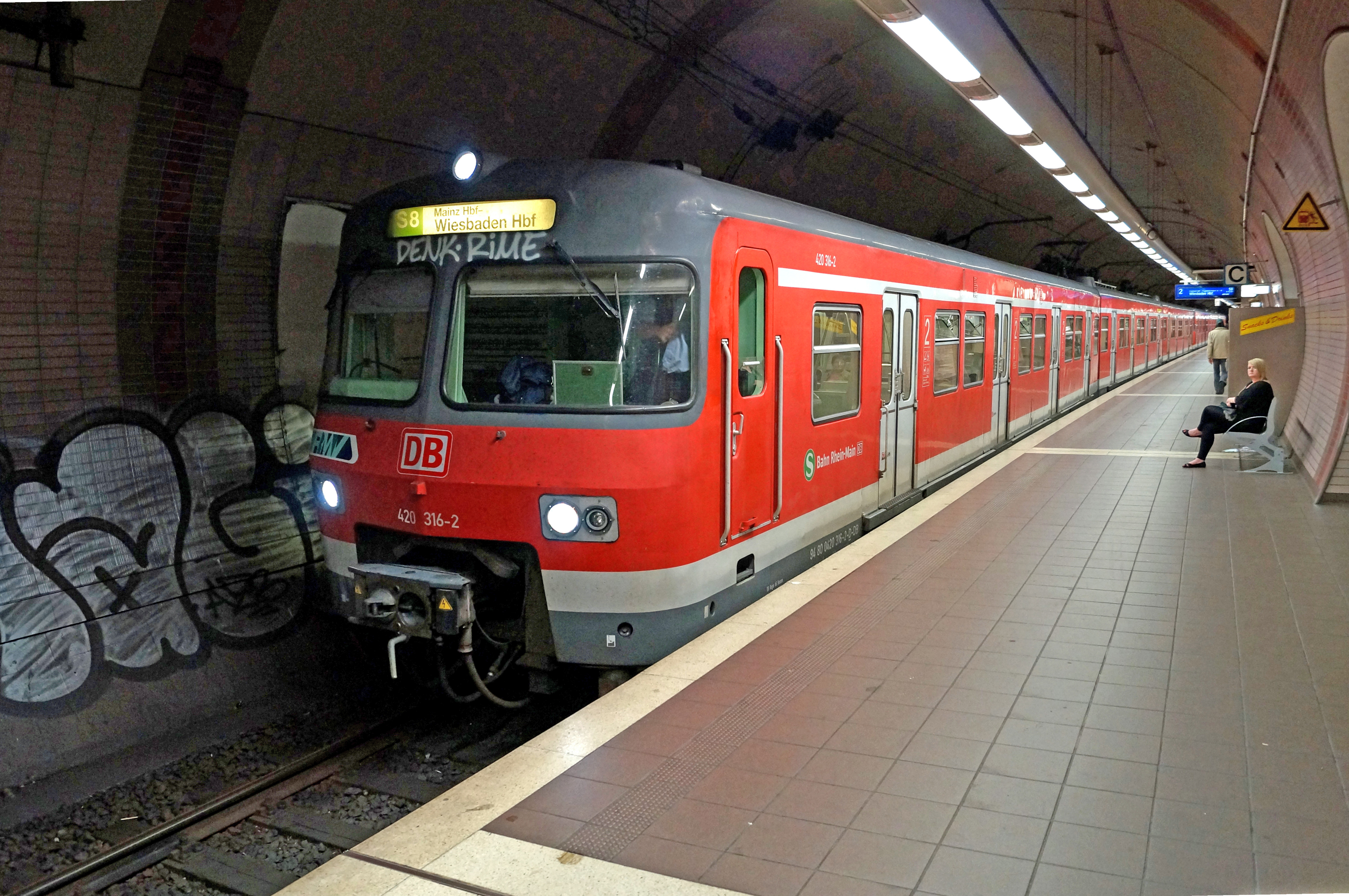
S-Bahn-Zug der Baureihe 420 im Bahnhof Frankfurt (Main) Ostendstraße

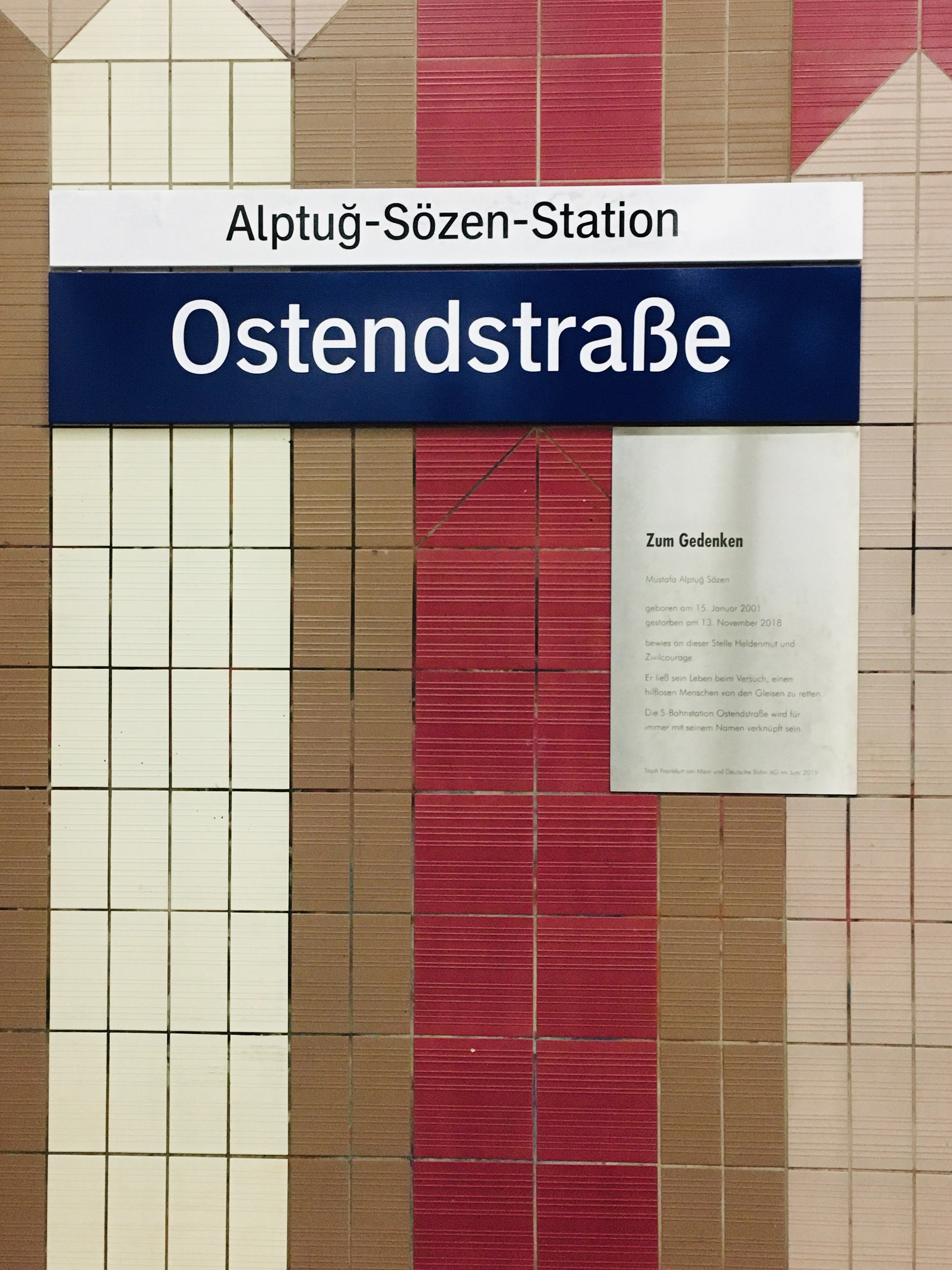
Gedenken für Alptuğ Sözen

Der Bahnhof wird von den S-Bahnen der Linien S1, S2, S3, S4, S5, S6, S8 und S9 bedient. Bis auf die Linie S7 verkehren alle S-Bahnen der S-Bahn Rhein-Main über diese Station.
| Linie                    | Verlauf | Takt |
| ------------------------ | --- | --- |
| S1                       | Wiesbaden Hbf – Wiesbaden Ost – Mainz-Kastel – Hochheim (Main) – Flörsheim (Main) – Eddersheim – Hattersheim (Main) – Frankfurt-Sindlingen – Frankfurt-Höchst Farbwerke – Frankfurt-Höchst – Frankfurt-Nied – Frankfurt-Griesheim – Frankfurt (Main) Hbf tief – Frankfurt (Main) Taunusanlage – Frankfurt (Main) Hauptwache – Frankfurt (Main) Konstablerwache – Frankfurt (Main) Ostendstraße – Frankfurt (Main) Mühlberg – Offenbach-Kaiserlei – Offenbach Ledermuseum – Offenbach Marktplatz – Offenbach (Main) Ost – Offenbach-Bieber – Offenbach-Waldhof – Obertshausen – Rodgau-Weiskirchen – Rodgau-Hainhausen – Rodgau-Jügesheim – Rodgau-Dudenhofen – Rodgau-Nieder-Roden – Rodgau-Rollwald – Rödermark-Ober Roden                              | 30 min 15 min (Hochheim–Rödermark zur HVZ und Flörsheim–Offenbach Ost werktags tagsüber) |
| S2                       | Niedernhausen (Taunus) – Niederjosbach – Bremthal – Eppstein – Lorsbach – Hofheim (Taunus) – Kriftel – Frankfurt-Zeilsheim – Frankfurt-Höchst Farbwerke – Frankfurt-Höchst – Frankfurt-Nied – Frankfurt-Griesheim – Frankfurt (Main) Hbf tief – Frankfurt (Main) Taunusanlage – Frankfurt (Main) Hauptwache – Frankfurt (Main) Konstablerwache – Frankfurt (Main) Ostendstraße – Frankfurt (Main) Mühlberg – Offenbach-Kaiserlei – Offenbach Ledermuseum – Offenbach Marktplatz – Offenbach (Main) Ost – Offenbach-Bieber – Heusenstamm – Dietzenbach-Steinberg – Dietzenbach Mitte – Dietzenbach Bhf | 30 min 15 min (zur HVZ) |
| S3                       | Bad Soden (Taunus) – Sulzbach (Taunus) Nord – Schwalbach a Ts (Limes) – Schwalbach a Ts (Limes) Nord – Niederhöchstadt – Eschborn – Eschborn Süd – Frankfurt-Rödelheim – Frankfurt (Main) West – Frankfurt am Main Messe – Frankfurt (Main) Galluswarte – Frankfurt (Main) Hbf tief – Frankfurt (Main) Taunusanlage – Frankfurt (Main) Hauptwache – Frankfurt (Main) Konstablerwache – Frankfurt (Main) Ostendstraße – Frankfurt (Main) Lokalbahnhof – Frankfurt (Main) Süd | 30 min |
| S4                       | Kronberg (Taunus) – Kronberg Süd – Niederhöchstadt – Eschborn – Eschborn Süd – Frankfurt-Rödelheim – Frankfurt (Main) West – Frankfurt am Main Messe – Frankfurt (Main) Galluswarte – Frankfurt (Main) Hbf tief – Frankfurt (Main) Taunusanlage – Frankfurt (Main) Hauptwache – Frankfurt (Main) Konstablerwache – Frankfurt (Main) Ostendstraße – Frankfurt (Main) Lokalbahnhof – Frankfurt (Main) Süd | 30 min |
| S5                       | Friedrichsdorf (Taunus) – Seulberg – Bad Homburg – Oberursel (Taunus) – Oberursel-Stierstadt – Oberursel-Weißkirchen/Steinbach – Frankfurt-Rödelheim – Frankfurt (Main) West – Frankfurt am Main Messe – Frankfurt (Main) Galluswarte – Frankfurt (Main) Hbf tief – Frankfurt (Main) Taunusanlage – Frankfurt (Main) Hauptwache – Frankfurt (Main) Konstablerwache – Frankfurt (Main) Ostendstraße – Frankfurt (Main) Lokalbahnhof – Frankfurt (Main) Süd | 30 min 15 min (Bad Homburg–Frankfurt Süd werktags) |
| S6                       | (Friedberg (Hess) – Bruchenbrücken – Nieder-Wöllstadt – Okarben –) Groß Karben – Dortelweil – Bad Vilbel – Bad Vilbel Süd – Frankfurt-Berkersheim – Frankfurt-Frankfurter Berg – Frankfurt-Eschersheim – Frankfurt-Ginnheim – Frankfurt (Main) West – Frankfurt am Main Messe – Frankfurt (Main) Galluswarte – Frankfurt (Main) Hbf tief – Frankfurt (Main) Taunusanlage – Frankfurt (Main) Hauptwache – Frankfurt (Main) Konstablerwache – Frankfurt (Main) Ostendstraße – Frankfurt (Main) Lokalbahnhof – Frankfurt (Main) Süd – Frankfurt (Main) Stresemannallee – Frankfurt-Louisa – Neu-Isenburg – Dreieich-Buchschlag – Langen Flugsicherung – Langen (Hess) (– Egelsbach – Erzhausen – Darmstadt-Wixhausen – Darmstadt-Arheilgen – Darmstadt Hbf) | 15 min (Groß Karben–Langen montags–freitags, Bad Vilbel–Langen samstags, Bad Vilbel–Frankfurt Süd sonn-/feiertags) 30 min (Friedberg–Groß Karben montags–freitags, Friedberg–Bad Vilbel samstags, sonn-/feiertags und Langen–Darmstadt werktags, Frankfurt Süd–Darmstadt sonn-/feiertags) |
| S8                       | Wiesbaden Hbf – Wiesbaden Ost – Mainz Nord – Mainz Hbf – Mainz Römisches Theater – Mainz-Gustavsburg – Mainz-Bischofsheim – Rüsselsheim Opelwerk – Rüsselsheim – Raunheim – Kelsterbach – Frankfurt am Main Flughafen Regionalbahnhof – Frankfurt (Main) Gateway Gardens – Frankfurt am Main Stadion – Frankfurt-Niederrad – (Frankfurt (Main) Hbf /) (nur HVZ) Frankfurt (Main) Hbf tief – Frankfurt (Main) Taunusanlage – Frankfurt (Main) Hauptwache – Frankfurt (Main) Konstablerwache – Frankfurt (Main) Ostendstraße – Frankfurt (Main) Mühlberg – Offenbach-Kaiserlei – Offenbach Ledermuseum – Offenbach Marktplatz – Offenbach (Main) Ost (– Mühlheim (Main) – Mühlheim (Main) Dietesheim – Steinheim (Main) – Hanau Hbf) (nur HVZ)             | 30 min 10/20 min (Kelsterbach–Frankfurt Hbf zur HVZ) |
| S9                       | Wiesbaden Hbf – Wiesbaden Ost – Mainz-Kastel – Mainz-Bischofsheim – Rüsselsheim Opelwerk – Rüsselsheim – Raunheim – Kelsterbach – Frankfurt am Main Flughafen Regionalbahnhof – Frankfurt (Main) Gateway Gardens – Frankfurt am Main Stadion – Frankfurt-Niederrad – Frankfurt (Main) Hbf tief – Frankfurt (Main) Taunusanlage – Frankfurt (Main) Hauptwache – Frankfurt (Main) Konstablerwache – Frankfurt (Main) Ostendstraße – Frankfurt (Main) Mühlberg – Offenbach-Kaiserlei – Offenbach Ledermuseum – Offenbach Marktplatz – Offenbach (Main) Ost – Mühlheim (Main) – Mühlheim (Main) Dietesheim – Steinheim (Main) – Hanau Hbf | 30 min |
| Stand: 15. Dezember 2024 | | |

Ebenfalls halten die Straßenbahnlinien 11 und 14 sowie die Buslinien 31, n61, n62 und n63 an der Station Ostendstraße.
| Linie | Verlauf | Takt                                       |
| ----- | --- | ------------------------------------------ |
| 11    | Höchst Zuckschwerdtstraße – Nied Kirche – Griesheim – Gallus – Galluswarte – Hauptbahnhof – Willy-Brandt-Platz – Altstadt – Ostendstraße – Ostbahnhof – Mainkur Bahnhof – Fechenheim Schießhüttenstraße | 10 min 7/8 min (wochentags an Schultagen)  |
| 14    | Bornheim Ernst-May-Platz – Zoo – Ostendstraße – Altstadt – Willy-Brandt-Platz – Hauptbahnhof – Galluswarte – Galluspark – Gallus Gustavsburgplatz – Gallus Mönchhofstraße                               | 10 min (werktags) 15 min (sonn-/feiertags) |
| EE    | Ebbelwei-Expreß: Zoo → Ostendstraße → Römer/Paulskirche → Willy-Brandt-Platz → Hauptbahnhof → Festhalle/Messe → Hauptbahnhof → Südbahnhof → Lokalbahnhof → Ostendstraße → Zoo                           | 35 min (nur an Wochenenden und Feiertagen) |